# DZC '68
DZC '68 (Doetinchemse Zaterdagclub 1968) is een Nederlandse amateurvoetbalvereniging uit de stad Doetinchem in de provinice Gelderland. Het werd opgericht op 20 mei 1968 en heeft blauw en geel als clubkleuren.

## Algemeen
De vereniging heeft ongeveer 1.500 leden.

#### Accommodatie
Na een start op de voetbalvelden van Groot Hagen volgde later een verhuizing naar Sportpark Zuid aan de andere kant van de Oude IJssel.
Sinds oktober 2017 is DZC '68 in een multifunctionele accommodatie gehuisvest. Het is een van de duurzaamste accommodaties van Nederland. Naast de voetbalvereniging maken onder andere een kinderopvang, basisschool, loopbaanbegeleider, voetbalmakelaar, lifestylecoach, de GGD en een fysiotherapeut gebruik van het complex.

#### Prestatiesport en breedtesport
In 2017 is de jeugdopleiding van DZC '68 gecertificeerd door de KNVB. De prestatieteams JO19-1, JO17-1, JO15-1 en JO13-1 spelen op landelijk niveau. DZC '68 neemt met zo'n 15 seniorenteams en 85 jeugdteams deel aan de KNVB-competities.
Voor de allerjongsten is er de Champions League (vanaf vijf jaar) en Voejebal! (vanaf twee jaar). Veteranen kunnen in toernooivorm meedoen aan de 7x7-KNVB competities voor 18+ (mannen en vrouwen), 35+ en 45+.

## Mannen
Na zes seizoenen in de Eerste klasse speelt het eerste mannenelftal sinds het seizoen 2024/25 voor het eerst in de historie van de vereniging in de Vierde divisie. 

#### Erelijst
- Kampioen Tweede Klasse 2019
- Winnaar Achterhoek Cup 2023
- Winnaar Achterhoek Cup 2025

### Competitieresultaten 1975–heden
| 9 4B |

| 11 4B |

|  |

|  |

|  |

|  |

|  |

|  |

|  |

| 9 4C |

| 6 4C |

| 2 4C |

| 4 4C |

| 6 4C |

| 7 4C |

| 4 4B |

| 8 4B |

| 2 4B |

| 3 3A |

| 7 3A |

| 2 3A |

| 2 3A |

| 3 2I |

| 11 2J |

| 1 3D |

| 2 2J |

| 3 2I |

| 5 2J |

| 3 2J |

| 2 2J |

| 11 1D |

| 3 2J |

| 7 2J |

| 10 2G |

| 5 2H |

| 1 2H |

| 6 1D |

| 12 1D |

| 12 2H |

| 1 3D |

| 5 2H |

| 2 2H |

| 1 2H |

| 11 1D |

| 11 1D |

| -- 1D |

| -- 1D |

| 5 1D |

| 4 1D |

| 2 1H |

| 12 D |

| D |

2004: de beslissingswedstrijd op 1 mei bij SC Brummen om het klassekampioenschap in zaterdag 2J werd met 1-0 gewonnen van WHC
| Vierde divisie | Eerste klasse | Tweede klasse | Derde klasse | Vierde klasse |

In elke staaf van de grafiek staat van boven naar beneden vermeld: 
- Eindnotering

Dit is de positie die de club heeft bereikt in de competitie, zonder eventuele beslissings-, play-off- of nacompetitiewedstrijden die nodig zijn geweest om bijvoorbeeld de kampioen van de competitie te bepalen.
Indien een * achter het getal staat is de notering een tussenstand en kan het zijn dat de notering niet overeenkomt met de uiteindelijke eindstand van de competitie.
Staat er een - dan is het seizoen nog bezig en is er geen definitieve uitslag bekend.
Staat er xx op de positie van de notering, dan heeft de club vroegtijdig de competitie verlaten. Dit kan onder andere komen door terugtrekking van het team, faillissement van de club of door een uitgedeelde straf van de KNVB. In veel gevallen staat elders in het artikel de reden vermeld.
Staat er een ? dan is het resultaat uit het verleden onbekend, en is alleen de competitie of het niveau bekend van dat seizoen.
In de seizoenen 2019/20 en 2020/21 werd wegens de coronacrisis het amateurvoetbal afgebroken. Daardoor kennen deze staven geen eindklassering (middels -- weergegeven).
- Competitieniveau en afdelingsletter of Officiële eindstand Eredivisie
  - Competitieniveau en afdelingsletter

Hierbij geeft het getal het niveau weer, dat ook terug te vinden is in de legenda. De letter is de afdelingsaanduiding en wordt gebruikt wanneer er meer afdelingen zijn op hetzelfde niveau. De afdelingsletter is altijd een hoofdletter en wordt meestal zonder nummer gebruikt.
Voorbeeld: 2F is niveau 2e klasse competitie F.
Het competitieniveau en nummer wordt niet vermeld wanneer er slechts één competitie van dit niveau was.
  - Officiële eindstand Eredivisie (getal staat tussen haakjes vermeld)

Sinds de introductie van play-offwedstrijden voor Europees voetbal na afloop van de reguliere competitie in 2005/06, is de KNVB verplicht een eindstand van de Eredivisie door te geven aan de UEFA aan de hand van deze play-offwedstrijden.
Bij deze eindstand staan clubs die zich hebben gekwalificeerd voor Europees voetbal hoger dan clubs die zich niet wisten te kwalificeren. Indien er geen verschil was tussen de eindnotering en de officiële eindstand, staat dit getal niet vermeld.

- Onderafdeling

Hier staat afgekort de naam van de onderafdeling indien de club in dat jaar in een onderafdeling uitkwam. Tevens staat deze afkorting in de legenda en wordt gelinkt naar het artikel over deze onderafdeling. Deze afkorting wordt alleen vermeld wanneer de club in het verleden in verschillende onderafdelingen heeft gespeeld. Deze vermelding is in de staaf altijd in kleine letters. Deze onderafdelingen zijn na het seizoen 1995/96 afgeschaft. Heeft de club in slechts één onderafdeling gespeeld, dan is dit alleen terug te vinden in de legenda.
Onder de staaf staat het jaartal vermeld waarin het seizoen is afgesloten. 15 verwijst naar het seizoen 2014/15 of eventueel het seizoen 1914/15.
Wanneer een staaf leeg is, zijn deze gegevens niet bekend. Het kan ook zijn dat de club dat seizoen niet heeft meegespeeld op het hogere amateurniveau, vroegtijdig de competitie heeft verlaten of uit de competitie is gezet.

In het seizoen 1944/45 was er wegens de Tweede Wereldoorlog geen regulier competitievoetbal.

## Vrouwen
Het eerste vrouwenvoetbalelftal werd onder leiding van hoofdtrainer Tino Stoop in 2024/25 kampioen van de Eerste klasse B. Het team zal in het seizoen 2025/26 uitkomen in de Hoofdklasse. 

## Bekende (oud-)spelers
- Caner Cavlan
- Luuk de Jong
- Siem de Jong
- Siri Worm
- Cihan Yalcin
- Giovanni Büttner

Concordia-Wehl · Doetinchem · DZC '68 · De Graafschap · SVDW '75 · VIOD · VVG '25

Voormalige clubs: FC Gelre